# Betty Stöve
Betty Stöve (née le 24 juin 1945 à Rotterdam) est une joueuse professionnelle de tennis néerlandaise. Amateur dans les années 1960, elle a joué jusqu'en 1985.
Spécialiste de double, elle a gagné six tournois du Grand Chelem dans les années 1970, dont trois en 1972 (Roland-Garros, Wimbledon, US Open), réalisant ainsi le petit Chelem.
En simple, elle a atteint en 1977 la finale à Wimbledon, s'inclinant in fine face à la Britannique Virginia Wade.